# Arachnothryx venezuelensis
Arachnothryx venezuelensis är en måreväxtart som beskrevs av Julian Alfred Steyermark. Arachnothryx venezuelensis ingår i släktet Arachnothryx och familjen måreväxter. Inga underarter finns listade i Catalogue of Life.